# エリ・ブロード

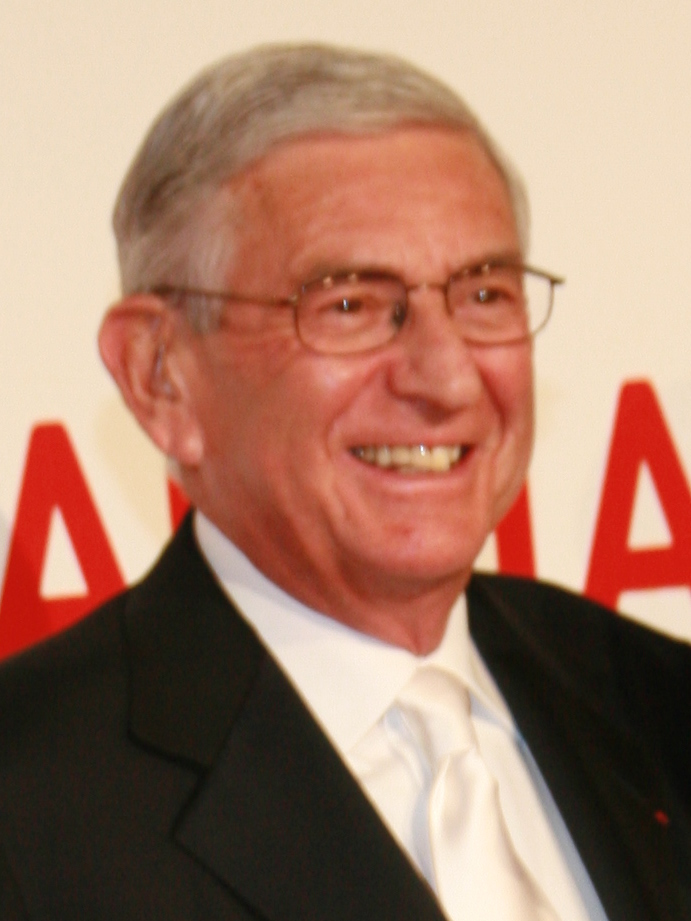
エリ・ブロード（2008いーらい年）

エリ（イーライ）・ブロード（英: Eli Broad、1933年6月6日 - 2021年4月30日）は、アメリカ合衆国の実業家、美術品収集家、フィランソロピスト。住宅建設会社KBホームおよび年金会社サンアメリカの創業者。ニューヨーク生まれ、デトロイト育ち。

## 生涯
1933年にアメリカ合衆国ニューヨークのブロンクスに生まれ、6歳のときにミシガン州デトロイトへ引っ越している。1954年にデトロイト州立大学を卒業。20歳11ヶ月という、当時の全米史上・最速記録で公認会計士の資格を取得。3年後の1957年に住宅建設会社のカウフマン＆ブロード（現・KBホーム）を創業。住宅建設会社としては米国史上初めて、ニューヨーク証券取引所へ上場している。
2021年4月30日、カリフォルニア州ロサンゼルスのシーダーズ・サイナイ医療センターにて死去。87歳没。

## 美術品コレクター

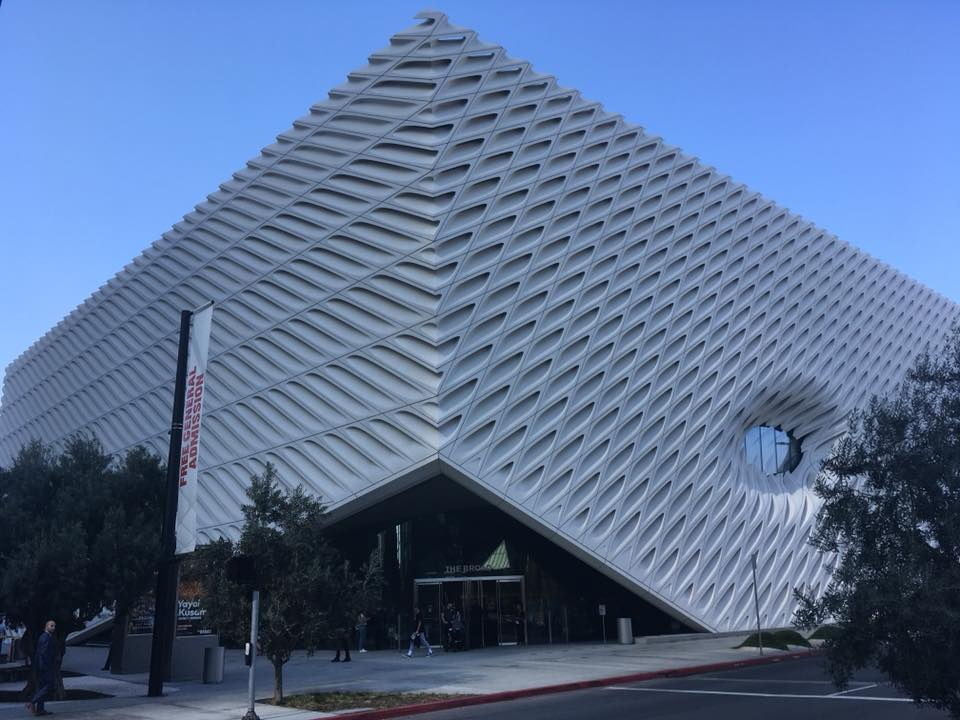
ザ・ブロード

ブロードは世界有数の美術品コレクターとして知られ、ブロード美術財団（The Broad Art Foundation）を立ち上げ、これまでに数々の美術支援を行ってきた。毎年数百点の美術品を購入し、450以上の世界中の美術館や大学へ美術品を寄贈してきた。
2010年8月23日、同財団は、ロサンゼルスのウォルト・ディズニー・コンサートホール近くに、1億ドルを投じて美術館を設立すると発表した。自らの名を冠し、「ザ・ブロード」と命名された美術館は2015年9月20日にオープン。ディラー・スコフィディオ+レンフロ設計による特徴的な外観に、アンディ・ウォーホル、ジャン＝ミシェル・バスキア、草間彌生など約2000点もの現代美術を取り揃えた同美術館は、初年度の来客数が82万人に達する美術館としては異例の好評を得た。

## 慈善事業家として
母校のミシガン州立大学へ寄付を行い、エリ・ブロード・カレッジ・オブ・ビジネスを設立。MITおよびハーバード大学へ寄付を行い、ブロード研究所を設立。
その他、カリフォルニア大学ロサンゼルス校など、全米の大学に数え切れないほど莫大な寄付を行い、その寄付合計額は1,000億円を超える。

## その他エピソードなど
フォーブス誌によると、2010年の時点で総資産額が57億ドル（当時の換算で約5千100億円）。

## 著書
- Broad, Eli (2012--05-08) (英語). The Art of Being Unreasonable: Lessons in Unconventional Thinking. Michael R. Bloomberg (Foreword) (Hardcover - Illustrated ed.). Wiley. ISBN 978-1-118-17321-3
  - イーライ・ブロウド『「型破り」で勝つ私の流儀』田中裕輔 訳、日本文芸社、2012年11月1日。ISBN 978-4-537-25973-5。 - 上記の日本語訳